# 2022年加拿大萨斯喀彻温省持刀伤人事件
加拿大中部时间2022年9月4日，在加拿大萨斯喀彻温省詹姆斯·史密斯·克里原住民居住区和韦尔登村的至少13处地点发生连环无差别刺杀案，至少造成10人死亡和18人受伤。两名犯罪嫌疑人达明·桑德森（Damien Sanderson）和迈尔斯·桑德森（Myles Sanderson）案發後被加拿大皇家骑警全国通缉，并在加拿大中部草原三省发布警戒警报。部分受害人被认为是袭击者的目标，其余人则遭到随机攻击。

## 事件
加拿大皇家骑警发言人表示，本次连环持刀伤人事件的首次发生时间为当地时间9月4日早晨5点40分。

## 嫌疑人
两名嫌疑人，分别为达明·桑德森和迈尔斯·桑德森，其为兄弟关系，加拿大皇家骑警认为，其二人在案发时驾驶一辆黑色尼桑SUV，车辆号牌为119 MPI。桑德森兄弟以及大多數遇難者都来自加拿大土著社区的一個部落。
加拿大皇家骑警在9月5日举行的发布会上表示，本次大規模持刀事件的兩名嫌疑人之一的达明·桑德森今天早些時候在詹姆斯·史密斯·克里原住民居住区一幢被调查的房屋附近的草地上被發現死亡。发言人表示，他的傷似乎不是自己造成的；而第二名犯罪嫌疑人——他的兄弟迈尔斯·桑德森於9月7日早些时候从一处房屋外偷车。房主隨即報警。迈尔斯·桑德森驾车時被警方追捕，警方將他的车辆逼下公路。15:30左右，迈尔斯·桑德森被警方拘留。不久迈尔斯·桑德森被送往一家医院，並在醫院宣告不治。迈尔斯·桑德森死于自己造成的创伤。

## 后续
持刀伤人事件发生后，当地政府于9月4日中午12点宣布当地进入紧急状态并持续至9月30日下午5点。
加拿大皇家骑警于9月4日早晨在当地发布警戒警报，警示居民不要靠近嫌疑人，而是向警方报告，警戒警报后来扩大至整个草原三省地区，并在该省首府里贾纳和艾伯特亲王城之间设立多个检查站 。
萨斯喀彻温省卫生局（SHA）宣布启动橙色医院急救代码，向当地医院增派人手救助受伤人员。
受本次事件影响，萨斯喀彻温全省大型公共活动将增派安全人员。

## 反应
萨斯喀彻温省省长斯科特·莫表示“沒有言語可以充分描述這種毫無意義的暴力所造成的痛苦和損失”。
加拿大总理賈斯汀·杜魯多晚间在社交媒体推特表示该起连环持刀伤人事件是“恐怖和令人心碎的”，并表示他与被害者及其家属同在。特鲁多在随后于9月5日举行的发布会上宣布已要求国会大厦和联邦政府各机关大楼降半旗默哀两天。
德国总理奥拉夫·朔尔茨在社交媒体上表示“在加拿大薩斯喀徹溫省發生的殘酷襲擊是可怕和毀滅性的。 親愛的（賈斯汀·特魯多）、受害者及其家属，我的心與你同在”，并表示“正义必须得到伸张”。
欧盟委员会主席乌尔苏拉·冯德莱恩表示“歐洲與加拿大人民一起哀悼。”她補充說，她計劃在兩週內訪問薩斯喀徹溫省萨斯卡通時向受害者表示慰问。